# GJ 1154
GJ 1154 is een vlamster met een spectraalklasse van M4.5Ve. De ster bevindt zich 26,38 lichtjaar van de zon.